# Реовіруси
Реовіруси — родина вірусів, геном яких кодується дволанцюговою сегментованою РНК. У людини вони спричинюють захворювання верхніх дихальних шляхів і кишечника. Свою назву «reo» вони отримали від початкових літер слов англ. Respiratory Enteric Orphans.

## Загальні відомості
Віруси в лабораторних умовах вирощують на культурах клітин нирок мавп, легенях та шкірно-м'язовій тканині ембріона людини, клітинах HeLa тощо. Розмножується повільно, цитопатична дія проявляється приблизно на 10 добу. Віруси характеризуються термостабільністю, зберігають життєздатність після 2-годинного нагрівання при температурі 56°С. Інфекційні властивості вірусів зберігаються при рН 3,0 більше доби.

## Будова
Віріон має форму ікосаедра розміром 70 — 80 нм, зовнішньої оболонки немає, капсид поділяють на зовнішній та внутрішній, зовнішній має невизначену кількість та розміри капсомерів та може бути видалений трипсином, внутрішній має капсомери розміром близько 4 нм.
Реовіруси поділяють на підродини і роди. Орбі-, рота-, ортореовіруси мають внутрішню серцевину приблизно однакових розмірів 50-60 нм, з ікосаедричною симетрією та з субодиницями (капсомерами). У випадку ортореовірусів серцевину в основному складають три білка λ1, λ2, σ2; в невеликій кількості присутні також три інших білка λ3, μ1, μ2. Білок λ2 утворює «шипи» на 12 вершинах серцевини. Серцевину ротавірусів на 80 % складає білок VP6, майже всю частку, яка залишилася, складає білок VP2. В невеликій кількості в серцевині міститься ще один білок VP1. Серцевина орбівірусів складається з п'яти білків P1, P2, P4, P6, P7.
Різні представники родини мають суттєву різницю в структурі зовнішнього капсиду. У ортореовірусів зовнішній капсид чітко виражений і складається з гекса- і пентагональних субодиниць, які складають в основному два білки — μ1С і σ3. У кожній з 12 вершин ікосаедра розміщено по дві молекули білка σ1. Нуклеокапсиди орбівіруси оточені дифузним шаром, який складають два білки — Р1, Р2. Цей зовнішній капсид не містить виражених морфологічних структур, як і капсид ротавірусів. Але останній має більш чіткі рельєфні особливості, його складають два білки — VP3, VP7.

## Взаємодія з клітиною
Інфекційні субвірусні частинки прикріплюються до сіалофільних глікопротеїнвих рецепторів клітин за допомогою відростків, розташованих на 12 вершинах ікосаедричного віріона. Тканевий тропізм кожного виду реовірусів визначають варіації білка, який утворює відростки. Після адсорбції на клітині, віруси шляхом ендоцитозу потрапляють у цитоплазму, віріони руйнуються з утворенням серцевинних частинок. Кожна така частинка містить РНК-полімеразу (транскриптазу) та ферменти для синтезу мРНК, яка виходить у цитоплазму клітини через канали серцевинних частинок. РНК-полімераза використовує негативні ланцюги кожного РНК-сегменту як матрицю. Після початку синтезу мРНК, починається синтез геномної РНК для нових генерацій субвірусних частинок. Утворюються дволанцюгові РНК, які є матрицями для синтезу нових мРНК, а ті в свою чергу — матрицями для синтезу вірусних білків.

## Фізико— хімічні властивості
Різні представники родини Reoviridae мають приблизно однакову плавучу щільність у градієнті щільності CsCl (1,36 г/см³). При 70°С вони залишаються стабільними як завгодно тривало й навіть при звичайній температурі втрачають інфекційність досить повільно. Орто- і ротавіруси стійкі до хлороформу та інших органічних розчинників і стабільні в широкому діапазоні pH. Орбівіруси менш стійкі, звичайно їх інфекційність зменшується після обробки детергентами й органічними розчинниками в стандартних умовах. При низьких рН орбівіруси втрачають свою інфекційність, різко відрізняючись цим від інших представників родини Reoviridae, стабільних в інтервалі рН від 3 до 9.
Коефіцієнт седиментації 510 S20w

## Геном
Усі представники родини Reoviridae містять сегментований геном, якого представляє дволанцюгова РНК. В орторео- і орбівірусів таких сегментів 10, у ротавірусів — 11. Найбільшу молекулярну масу має геном ортореовірусів (15*106), а найменшу — геном орбівірусів (12*106); молекулярна маса генома ротавірусів становить (11-14)*106. Розмір геному у орторео-, орбі-, рота-, колті- й аквареовірусів відповідно становить 23, 18, 16-21, 27, 15 тпн. Чітка відповідність між різними класами сегментів РНК різних груп реовірусів відсутня. В ортореовірусів молекулярна маса найбільшого сегмента дорівнює приблизно 2,7*106, в орбівірусів 2,5*106, у ротавірусів 1,1*106. Самі низькомолекулярні сегменти рота- і орбівірусів менші, ніж у реовірусів: їх молекулярна маса становить 2*105, Ці величини відповідають розмірам від 4 500 пар нуклеотидов (сегмент L-реовірусів) до 680 (малий сегмент ротавірусів).
Стратегія реплікації цитоплазматична:
1. Прикріплення до рецепторів хазяїна, що ймовірно є посередником ендоцитозу вірусу клітину хазяїна.
2. Рання транскрипція геному dsРНК вірусною полімеразою відбувається в середині субвірусної частинки так, що dsРНК ніколи не заходить у цитоплазму.
3. Транскрипція від кожного з dsРНК сегментів виробляє шаблони мРНК для трансляції.
4. Вірусні білки та геномні РНК збирають у цитоплазмі вірусні фабрики.
5. Енкапсид (+) РНК в субвірусних частках, де вони транскрибуются, щоб дати молекули (-) РНК, з якими вони стають базовими парами, аби виробляти геноми dsРНК.
6. Капсид збирається у вірусні частки.
7. Зрілі віріони звільняються ймовірно після загибелі клітин.

## Білки, ліпіди, вуглеводи
Ліпіди відсутні.
Вуглеводи входять до складу глікопротеїдів, що знаходяться в складі зовнішнього капсиду.
Вісім поліпептидів є структурними білками і їх позначають грецькими літерами: λ1, λ2, λ3 (1400—1500 амінокислотних залишків); μ1, μ2 (700—800 амінокислотних залишків); δ1, δ2, δ3 (350—400 амінокислотні залишки). П'ять поліпептидів входять до складу серцевини, три — μ1С, δ1, δ3 — до складу зовнішнього капсиду. Білок δ1 забезпечує специфічне зв'язування з клітинними рецепторами і визначає тропізм вірусу до певних клітин. Цей же білок є вірусним гемаглютиніном. Він визначає собою основний типоспецифічний антиген. Тим більше, кількість цього білка на поверхні віріонів невелика — 24 молекули на вірусну частку і 1 % від сухої маси всіх білків.
Білок μ1С забезпечує проникнення вірусу в клітину і його поширення в організмі. Цей білок утворюється шляхом протеолітичного нарізання білка μ1. У найбільшій кількості на поверхні вірусу представлено білок δ3.
У серцевині віріонів знаходиться РНК-залежна РНК-транскриптаза, яка стає активною після видалення зовнішнього капсиду. Також є фосфогідролаза, гуанілтрансфераза і метилтрансфераза.
Білок δ1 являє собою основний типоспецифічний антиген.

## Біологічні властивості
Ортореовіруси, вочевидь, не є збудниками яких-небудь захворювань людини. Вважають, що ротавіруси є одними з основних збудників ентериту немовлят (ротавірусна інфекція). Діарея є однією з основних причин дитячої смертності, особливо в слаборозвинених країнах. Ротавіруси спричиняють також діарею в корів і свиней. Орбівіруси, за винятком вірусу колорадської кліщової гарячки, спричинюють в основному захворювання у тварин. Вони відрізняються від інших представників родини Reoviridae, оскільки їхній життєвий цикл обов'язково включає стадію, коли вони персистують в організмі переносника — комахи. Орбівірусі зумовлюють ряд захворювань у тварин, включаючи африканську хворобу коней, энцефалоз коней, геморагічну хворобу оленів і корів, хворобу синього язика овець. Вірус колорадської кліщової гарячки спричинює в людей тяжке захворювання, подібне гарячці денге, а також енцефаліт. Ця хвороба розвивається після укусу кліща Dermacentor andersoni, вона зустрічається у Скелястих горах США.
Випадки виникнення людських хвороб, які спричинюють інші реовіруси наразі об'єднують у поняття реовірусна інфекція. Механізми передачі в природі — основним є повітряно-крапельний, однак можливий і фекально-оральний. Реовіруси у зв'язку з їхньою високою контагіозністю і стійкістю у довкіллі часто є причиною спалахів. У циркуляції вірусів важливу роль відіграє безсимптомне їх носійство.

## Діагностика
Вірус виділяють з слизу дихальних шляхів або з фекалій хворих шляхом виділення на культурі клітин. Серологічний діагноз ставлять по результатах реакцій зв'язування комплементу, гальмування гемаглютинації та нейтралізації.